# 市川勇
市川 勇（いちかわ いさむ、1952年2月8日 - ）は、日本の俳優。愛称は、いっちゃん。東京都出身。身長：175cm、体重：57kg。血液型はA型。趣味は将棋。

## 来歴・人物
1975年に劇団東京ヴォードヴィルショーに入団し、1980年にデビュー（デビュー作は『間違いだらけの女選び』）。
1998年から放送された『ショムニ』シリーズに円谷平吉部長役でレギュラー出演。
かなりの将棋好きで、好きな番組に『NHK杯テレビ将棋トーナメント』を挙げるほどである。
2018年をもって、40年以上所属した劇団を退団し、所属事務所からも退所した。

## 出演

### テレビドラマ
NHK
- 大河ドラマ
  - 峠の群像（1982年）
  - 太平記（1991年） - 黒沼彦四郎 役
- ズッコケ三人組（1999年）
- 麻婆豆腐の女房（2003年）
- 金曜時代劇
  - 御宿かわせみ（2004年）
  - 柳生十兵衛七番勝負（2005年） - 浅森仁右衛門 役
- 連続テレビ小説
  - ひらり (テレビドラマ)（1992 - 1993年） - 清水守 役
  - ファイト（2005年） - 小川助教授 役
  - 純情きらり（2006年） - 村木和男教頭 役
  - 梅ちゃん先生（2012年） - 食堂の男 役
- 土曜時代劇 まっつぐ〜鎌倉河岸捕物控〜（2010年） - 静岡琢馬 役
- プレミアムドラマ「ママになりたい…」（2013年）
- 伝七捕物帳（2016年） - 六之助 役

TBS
- ポーラテレビ小説「元気です!」（1980年 - 1981年）
- 金曜ドラマ「金曜日の妻たちへII 男たちよ、元気かい?」（1984年）
- 水戸黄門 第24部 第21話「鬼と呼ばれた父の真実 -鳥取-」（1996年2月12日） - 伊三次 役
- 月曜ミステリー劇場
  - 「陰の季節」（2000年 - 2004年） - 白田晋介 役
  - 「弁護士 朝吹里矢子1」（2001年） - 裁判官 役
  - 「税務調査官・窓際太郎の事件簿8」（2002年） - 長崎経理課長 役
  - 「浅見光彦シリーズ18」（2004年） - 中瀬秘書 役
  - 「パートタイム裁判官」（2005年 - ） - 篠山事務官 役
- 月曜ゴールデン
  - 「自治会長・糸井緋芽子社宅の事件簿8」（2007年） - 竹部正志 役
  - 「警視庁機動捜査隊2163」（2012年） - 木村貢 役
  - 「十津川警部シリーズ53」（2014年） - 板倉健司 役
  - 「ヤメ刑探偵 加賀美塔子3」（2015年） - 津田順二 役
- 月曜名作劇場
  - 「湯けむりバスツアー 桜庭さやかの事件簿7」（2016年） - 阿久津茂男 役
  - 「ヤメ判 新堂謙介 殺しの事件簿4」（2016年） - 桜庭正史 役
- 想い出にかわるまで（1990年）
- ラブ&ファイト（2001年） - 五木 役
- ケータイ刑事 銭形零（2005年） - 松平元康 役
- こちら本池上署
- 地獄の沙汰もヨメ次第（2007年） - 室伏秘書室長 役
- ひまわり〜夏目雅子27年の生涯と母の愛〜（2007年）
- 浅見光彦〜最終章〜（2009年） - 杉田博之 役
- ぶっせん（2013年） - 加藤謙二 役

日本テレビ
- せいぎのみかた（1997年）
- 史上最悪のデート（2001年）
- サイコメトラーEIJI（1999年） - 千堂神父 役
- ストレートニュース（2000年） - 林賢三 役
- 一番大切な人は誰ですか?（2004年）
- 87%（2005年）
- 女王の教室（2005年） - 西川浩一の父 役
- サムライ・ハイスクール（2009年） - 森村肇 役
- 火曜サスペンス劇場
  - 「地方記者・立花陽介」（1997年）
  - 「救急指定病院」（1999年）
- 火曜ドラマゴールド
  - 「松本清張スペシャル・地方紙を買う女」（2007年） - 食堂の客 役

フジテレビ
- 東映不思議コメディーシリーズ
  - ロボット8ちゃん 第28話（1981 - 1982年） - 塾長 役
  - バッテンロボ丸（1982 - 1983年） - 屯田博士 役
  - ペットントン（1984年） - 葉波博士 役
  - どきんちょ!ネムリン 第25話（1985年） - ベートーベン 役
  - もりもりぼっくん（1986年） - 知蘭博士 役
  - じゃあまん探偵団 魔隣組 第39話（1988年） - 山川一夫 役　
  - 魔法少女ちゅうかなぱいぱい!（1989年） - 警官 役
  - 魔法少女ちゅうかないぱねま!（1989年） - 警官 役[注釈 1]
  - 美少女仮面ポワトリン 第6話（1990年） - バリカン婆 役
  - 不思議少女ナイルなトトメス 第2話（1991年） - ベートーベン 役
- TVオバケてれもんじゃ（1985年） - 屋台のラーメン屋 役
- 時にはいっしょに（1986年）
- 世にも奇妙な物語
  - 「呪いの紙人形」（1991年4月11日）
- 金曜ドラマシアター
  - 「松本清張作家活動40周年記念企画・波の塔」（1991年5月24日）
- 裸の大将 第49話「僕にはお化けが見えるので」（1991年8月4日）
- 古畑任三郎 第1シーズン 第12回「最後のあいさつ」（1994年） - バーの客 役
- ショムニ（1998年 - 2003年） - 円谷平吉 役
- 板橋マダムス（1998年） - 中松 役
- 金曜エンタテイメント
  - 「サラリーマン刑事」
  - 第3作（2000年） - 田口伸二 役
  - 第4作（2004年） - 新倉政夫 役
- 恋するトップレディ（2002年） - 倉田雄三 役
- 東京ラブ・シネマ（2003年） - 石倉鉄也 役
- 離婚弁護士（2004年）
- 大奥（2004年）
- 金曜プレステージ
  - 「おばさんデカ 桜乙女の事件帖」（2007年） - 田沼敬三 役
- 細うで繁盛記2（2007年） - 目黒修一 役
- 今週、妻が浮気します（2007年） - 久保マネージャー 役
- はだしのゲン（2007年） - 浜田警察官 役
- あしたの、喜多善男〜世界一不運な男の、奇跡の11日間〜（2008年）
- セレブと貧乏太郎（2008年）
- ジョーカー 許されざる捜査官（2010年） - 内海雄彦 役
- チーム・バチスタ3 アリアドネの弾丸（2011年） - 山岡浩 役
- HERO 第2期 最終話（2014年9月22日） - 裁判長 役
- 金曜プレミアム
  - 「判事失格!?弁護士夏目連太郎の逆転捜査」（2017年） - 寺川隆志 役

テレビ朝日
- 暴れん坊将軍III 第36話「恋と喧嘩のイダ天街道」（1988年） - 松五郎 役
- 土曜ワイド劇場
  - 「新宿ラブストーリー事件簿」（1992年）
  - 「タクシードライバーの推理日誌12」（2000年） - 加藤刑事 役
  - 「行きずりの街」（2000年） - 市村管理人 役
  - 「科学捜査研究所・文書鑑定の女1」（2002年） - 西原行雄 役
  - 「はみだし弁護士・巽志郎7」（2003年） - 後藤卓也 役
  - 「神父・草場一平の推理1」（2004年） - 竹中伸一郎 役
  - 「おかしな刑事2」（2005年） - 島谷刑事 役
  - 「西村京太郎トラベルミステリー46」（2006年） - 滝沢医師 役
  - 「牟田刑事官事件ファイル33」（2007年） - 尾崎昭一 役
  - 「おかしな刑事7」（2011年） - 石堂浩 役
  - 「拘置所の女医2」（2013年） - 亀山課長 役
  - 「おかしな刑事12」（2015年） - 市川良雄 役
  - 「100の資格を持つ女〜ふたりのバツイチ殺人捜査〜12」（2017年） - 上原吾郎 役
- 凪の光景（1990年）
- 豆腐屋直次郎の裏の顔（1991年）
- スーパー戦隊シリーズ
  - 恐竜戦隊ジュウレンジャー（1992年） - へんな男 役
  - 忍者戦隊カクレンジャー（1994年） - オンボロ帽の男、シロウネリの声 役
  - 超力戦隊オーレンジャー（1995年 - 1996年） - ジニアス黒田 役
- 恋の奇跡（1999年）
- はぐれ刑事純情派
  - 第12シリーズ（1999年） - 柳川久男 役
  - 第14シリーズ 第23話（2001年） - 松永伸夫 役
  - 第16シリーズ（2003年） - 森島武史 役
- 愛は正義（2001年） - 香西一夫 役
- トリック2（2002年） - 橋本孝夫 役
- ああ探偵事務所（2004年）
- 世直し順庵!人情剣（2005年） - 港屋義兵衛 役
- 相棒
  - Season3 第17話「書き直す女」（2005年） - 川島弘基 役
  - Season5 第7話「剣聖」（2006年） - 望月勇 役
  - Season11 第1話「聖域」（2012年） - 江崎秀明 役
- 名奉行! 大岡越前（2006年） - 善助 役
- 7人の女弁護士（2006年） - 大室等 役
- 女刑事みずき〜京都洛西署物語〜（2007年） - 村口貞雄 役
- 警視庁捜査一課9係（2007年） - 平野邦昌 役
- おトメさん（2013年） - 福本章介 役
- 科捜研の女（2013年） - 水川悟一 役
- 遺留捜査（2014年） - 井上正隆 役
- DOCTORS3 最強の名医（2015年） - 小金沢芳雄 役
- おかしな刑事15（2017年） - 市川宏司 役
- 警視庁・捜査一課長（2018年） - 樋口美智雄 役

テレビ東京
- 七星闘神ガイファード（1996年） - クザン博士 役
- 2ndハウス（2006年） - 不動産屋・細井 役
- 水曜ミステリー9
  - 「監察医・篠宮葉月 死体は語る9」（2008年） - 笹岡蓮次郎 役
- IS（アイエス）〜男でも女でもない性〜（2011年）

BSジャパン
- 山本周五郎人情時代劇 第8話「あだこ」（2016年1月12日） - 市兵衛 役
- 連続ドラマJ 噂の女 第6話（2018年5月26日） - 大迫 役

### 映画
- 劇場版 バッテンロボ丸（1983年）
- ズッコケ三人組 怪盗X物語（1998年） - 教師 役
- 静かなるドン THE MOVIE（2000年） - 肘方年坊 役
- ホワイトアウト（2000年） - 浜中隆信 役
- 明日の記憶（2006年） - 粟野 役
- あぁ...閣議（2013年）

### オリジナルビデオ
- 妖怪奇伝ゲゲゲの鬼太郎 魔笛エロイムエッサイム（1987年） - メフィスト 役
- 静かなるドン1〜12（1991年 - 2001年） - 肘方年坊 役
- 難波金融伝 ミナミの帝王 裏切りの報酬（2002年）
- バトルハッスル（2010年）

### 舞台
- BANANA FISH（2012年10月 - 11月、六行会ホール） - ディノ・ゴルツィネ 役[2]
- ライ王のテラス（2016年3月、赤坂ACTシアター）[3]

### バラエティ番組
- 森田一義アワー 笑っていいとも!（1982年10月 - 1984年3月、フジテレビ） ※『タモちゃんのなんでも相談室（タモリの答えてタモレ!）』進行、村松利史と交代で出演。
- 世直しバラエティー カンゴロンゴ（2008年、NHK総合テレビ）
- 痛快TV スカッとジャパン（フジテレビ）

### CM
- セブン-イレブン
- コカ・コーラ（オリンピック編）
- 日本テレコム（局番割引）
- 三菱電機（ルピカ）
- ニチレイ（ふかひれスープ）
- 進研ゼミ（中学講座）
- JR東日本（フレックス）